# К'ю текстура

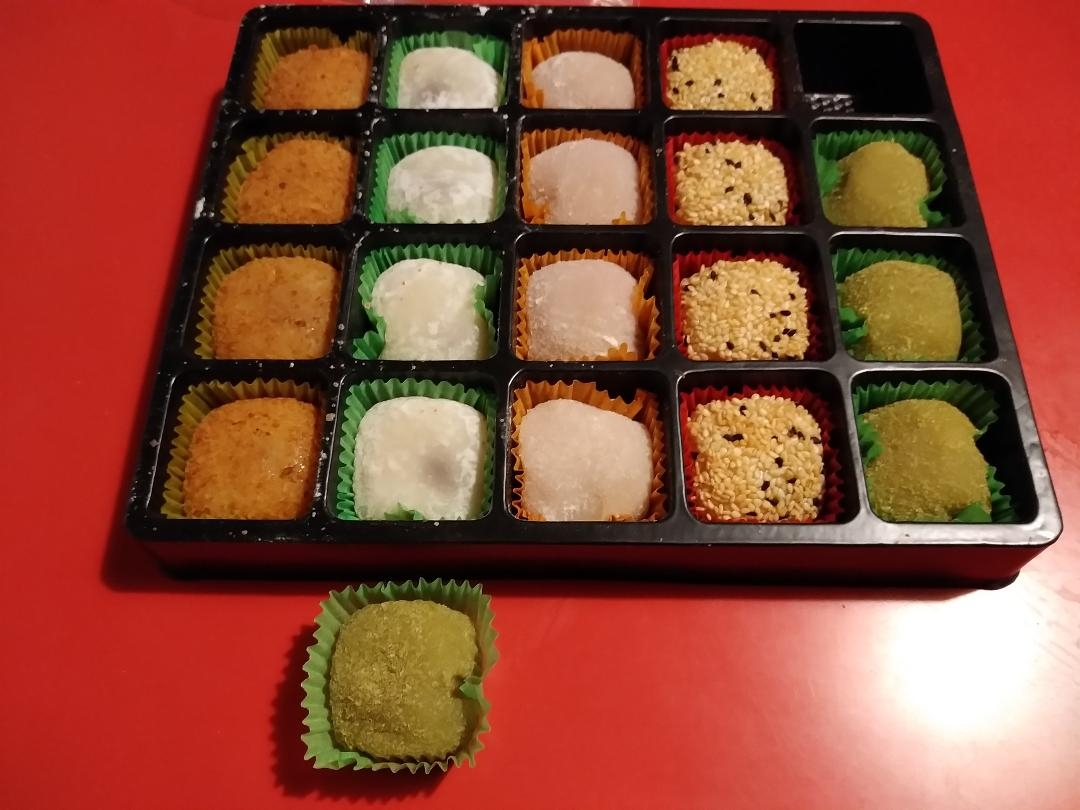
Мочі

На Тайвані К'ю (кит. трад.: 𩚨; певедзі: khiū) — це кулінарний термін для ідеальної текстури багатьох продуктів, таких як локшина або боба, а також рибні кульки та рибні котлети. Іноді перекладається як «жувальний», текстура описується як «азійська версія аль-денте […] м'яка, але не кашоподібна». Інший переклад — «пружинистий і пружний».
Термін походить від тайванського хоккінського слова khiū (кит. трад.: 𩚨), яка має звук, подібний до літери Q в англійській мові, і з тих пір була прийнята іншими формами китайської мови, наприклад мандаринською.
Він також з'являється в подвоєній більш інтенсивній формі, «QQ».